# Мирасол (футбольный клуб)
«Мирасо́л» — бразильский футбольный клуб из одноимённого города в штате Сан-Паулу.

## История
Клуб основан 9 ноября 1925 года, домашние матчи проводит на стадионе «Жозе Мария де Кампос Майя». В 2007 году клуб впервые в своей истории добился права выступать в высшей лиге чемпионата штата Сан-Паулу.
С 1995 года президентом клуба является Эдсон Антонио Эрменежилдо. В 2020 году он также был избран мэром города Мирасола. Ему удалось избавить клуб от всех долгов, а в 2017 году, после получения денег от продажи «Сан-Паулу» в «Лилль» воспитанника «Мирасола» Луиса Араужо, также была обновлена клубная база.
В 1995 и 2008 годах «Мирасол» выступал в Серии C Бразилии.
В 2009, 2011, 2012 и 2018 годах клуб выступал в Серии D Бразилии. По итогам сезона 2020 в Серии D команда добилась возвращения в Серию C. В финале турнира «Мирасол» в двух матчах обыграла «Флоресту» с одинаковым счётом 1:0.

## Титулы и достижения
- Чемпион бразильской Серии D (1): 2020
- Чемпион бразильской Серии C (1): 2022

## Форма

### Домашняя
| 2016 | 2017 | 2018 | 2019 | 2020 | 2021 | 2022 | 2023 | 2024 |

### Гостевая
| 2016 | 2017 | 2018 | 2019 | 2020 | 2021 | 2022 | 2023 | 2024 |

### Резервная
| 2021 | 2022 |

Источники:,